# Дубові насадження (Бородянський район)
Дубо́ві наса́дження — ботанічна пам'ятка природи місцевого значення в Україні. Розташована на території Пісківської селищної громади Бучанського району Київської області, на північно-західній околиці смт Пісківка.
Площа 2,3 га. Статус присвоєно згідно з рішенням виконкому Київської області Ради народних депутатів № 524 від 19 серпня 1968 року. Підпорядковано ДП «Тетрівське лісове господарство» (Пісківське лісництво, квартал 63, виділ 17).
Високопродуктивні дубові насадження насіннєвого походження віком орієнтовно 90 років, що зростають на правобережжі річки Тетерів.